# Bedřichovice (Šlapanice)
Bedřichovice (německy Bellowitz) jsou vesnice, část města Šlapanice v okrese Brno-venkov v Jihomoravském kraji. Nacházejí se v Dyjsko-svrateckém úvalu, asi 1,5 km na sever od Šlapanic. Žije zde 339 obyvatel. Katastrální území Bedřichovic má rozlohu 1,75 km².

## Název
V češtině bylo na vesnici přeneseno původní pojmenování jejích obyvatel Bedřichovici - "Bedřichovi lidé". Německé jméno Bellowitz (ve starší podobě Wellowitz) bylo na Bedřichovice přeneseno od vesnice Velovice, která s Bedřichovicemi splynula.

## Historie
O vzniku Bedřichovic existuje pověst o třech dobrých bratrech, kteří založili tři vesnice: Bedřich – Bedřichovice, Jiří – Jiříkovice, Blažej – Blažovice. Všechny tři se nacházejí blízko sebe na východ od Brna.
Zahájení systematického osídlení vesnice se odhaduje do doby 8. nebo 9. století n. l. Nejstarší historické prameny se vztahují k roku 1310. Část vesnice tehdy spadala pod brněnskou kapitulu sv. Petra a sv. Pavla. Podle tehdejších údajů bylo v Bedřichovicích 5 statků a 1 mlýn. V 15. století byla za husitských bouří vesnice několikrát vypleněná, protože se Bedřichovice nikdy nepřidaly k protestantům. V 16. století mezi Bedřichovicemi a Podolím vznikly rybníky Radvan a Pindulka. Sloužily jednak na zajištění provozu mlýna, jednak na chov ryb. Ryba se tak dostala na pečeť Bedřichovic. V roce 1645 byly Bedřichovice při obléhání Brna Švédy úplně vypáleny. V roce 1694 tu byla založena první obecní hospoda.
V roce 1906 tu místní založili nákupem 32 knih první obecní knihovnu. V letech 1912-1913 probíhala elektrifikace obce. V první světové válce padlo šest místních obyvatel. V roce 1921 byla na návsi (prostor sevřený ulicemi Hlavní, Lípová, Krátká) zasazena lípa svobody. 13. dubna tu založili Divadelní a zábavní spolek (který od roku 1924 užíval název Lípa, zlikvidován 23. srpna 1951). 26. července téhož roku byl založen zdejší sdružení Sokola, které o dva roky později zaniklo. V roce 1926 zahájilo provoz první autobusové spojení do Brna. V zimě roku 1929 bylo naměřeno -25 °C. 23. března 1930 místní založili Sbor dobrovolných hasičů v hostinci Stanislava Železného, prvním starostou byl zvolen Petr Grolich. O rok později byl postaven obecní dům s knihovnou a hasičskou zbrojnicí, kde sídlí hasičská zbrojnice a hospoda.
V roce 1933 proběhla regulace potoka Říčka. Mezi srpnem až říjnem 1934 se stavěla nová kaple podle projektu arch. Františka Ryšánka ze Šlapanic. Celkové náklady na stavbu a vybavení kaple činily 50.000 Kč. 2. června 1935 byla kaple vysvěcena, hlavní oltář ozdobila socha Panny Marie Lourdské od Františka Proseckého. Kaple stojí na místě lípy svobody, která byla přesazena na pozemek po bývalé zvonici (křižovatka ulic Lipová a Studýky). V roce 1935 zde žilo v 80 domech 345 obyvatel. 6. června téhož roku Sbor dobrovolných hasičů zakoupil motorovou stříkačku od firmy Jaroslav Chotěbor z Brna, jež byla slavnostně předána 1. září 1935. Během druhé světové války bylo několik lidí odvlečeno na nucené práce či do koncentračního tábora.
25. dubna 1945 byly Bedřichovice osvobozeny. 14. června téhož roku tudy slavnostně projížděl prezident Edvard Beneš. Pro malý zájem místních sedláků o kolektivizaci zemědělství bylo založeno Jednotné zemědělské družstvo až v roce 1957, to bylo v roce 1972 sloučeno se šlapanickým JZD Pokrok. 27. dubna 1958 se slavnostně otevřela budova Kulturního domu postaveného v rámci Akce Z. V roce 1974 byla postavena prodejna smíšeného zboží Jednota. K 1. srpnu 1976 byly Bedřichovice připojeny jako místní část k městu Šlapanice. O rok později zde žilo 402 obyvatel. V roce 1983 byla postavena telefonní budka, do té doby bylo možné vyřizovat telefonické hovory pouze na požádání z přístroje v kulturním domě nebo z přístroje v JZD.
3. září 2011 se 80 obyvatel Bedřichovic zúčastnilo projektu Od nevidím do nevidím Kateřiny Šedé v Tate Modern v Londýně, o rok později proběhl projekt „Dej mi svátek“, kdy Kateřina Šedá zaměstnala místní obyvatele na jeden den. Téhož roku byla po třiceti letech obnovena tradice pořádání obecního plesu. V roce 2013 se uskutečnila výstava Bedřichovice na historických fotografiích, byla odstraněna telefonní budka a představen projekt rekonstrukce prostoru před kulturních domem. v rámci Mezinárodního festivalu dokumentárních filmů v Jihlavě měl 25. října 2013 premiéru film Kateřina Šedá: Jak se dělá mýtus.

## Obyvatelstvo
| 1869 | 1880 | 1890 | 1900 | 1910 | 1921 | 1930 | 1950 | 1961 | 1970 | 1980 | 1991 | 2001 | 2011 |
| ---- | ---- | ---- | ---- | ---- | ---- | ---- | ---- | ---- | ---- | ---- | ---- | ---- | ---- |
| 277  | 235  | 324  | 308  | 326  | 321  | 345  | 374  | 374  | 373  | 327  | 278  | 308  | 338  |

## Kultura
Dne 3. září 2011 byl v galerii Tate Modern v Londýně realizován projekt Kateřiny Šedé "Od nevidím do nevidím / From Morning till Night" (přestěhování Bedřichovic do Londýna). Cílem performance byla konfrontace života malé středoevropské vesnice s jednou z největších světových metropolí Londýnem. Akce se konala v prostoru velikosti katastrálního území Bedřichovic „promítnutého“ do prostoru Londýna v měřítku 1:1 mezi budovu galerie Tate Modern a katedrálu Sv. Pavla. Kromě britských profesionálních i amatérských umělců se do akce zapojilo 80 obyvatel Bedřichovic, kteří měli ve vymezeném prostoru dělat činnosti běžného dne – zametat, pracovat na zahradě, jezdit na kole, opalovat se, hrát si, zorganizovat hasičské cvičení, hrát nohejbal, umývat auto apod. Součástí programu byla také návštěva kostela, hodina českého jazyka a prohlídka imaginárních Bedřichovic v prostoru Londýna. Pro Tate Modern se jednalo o největší performance roku.[zdroj?]

## Osobnosti
- Lukáš Dostál (* 2000), lední hokejista, mistr světa z roku 2024
- Michaela Trněná (* 1966), politička, starostka Šlapanic

## Galerie

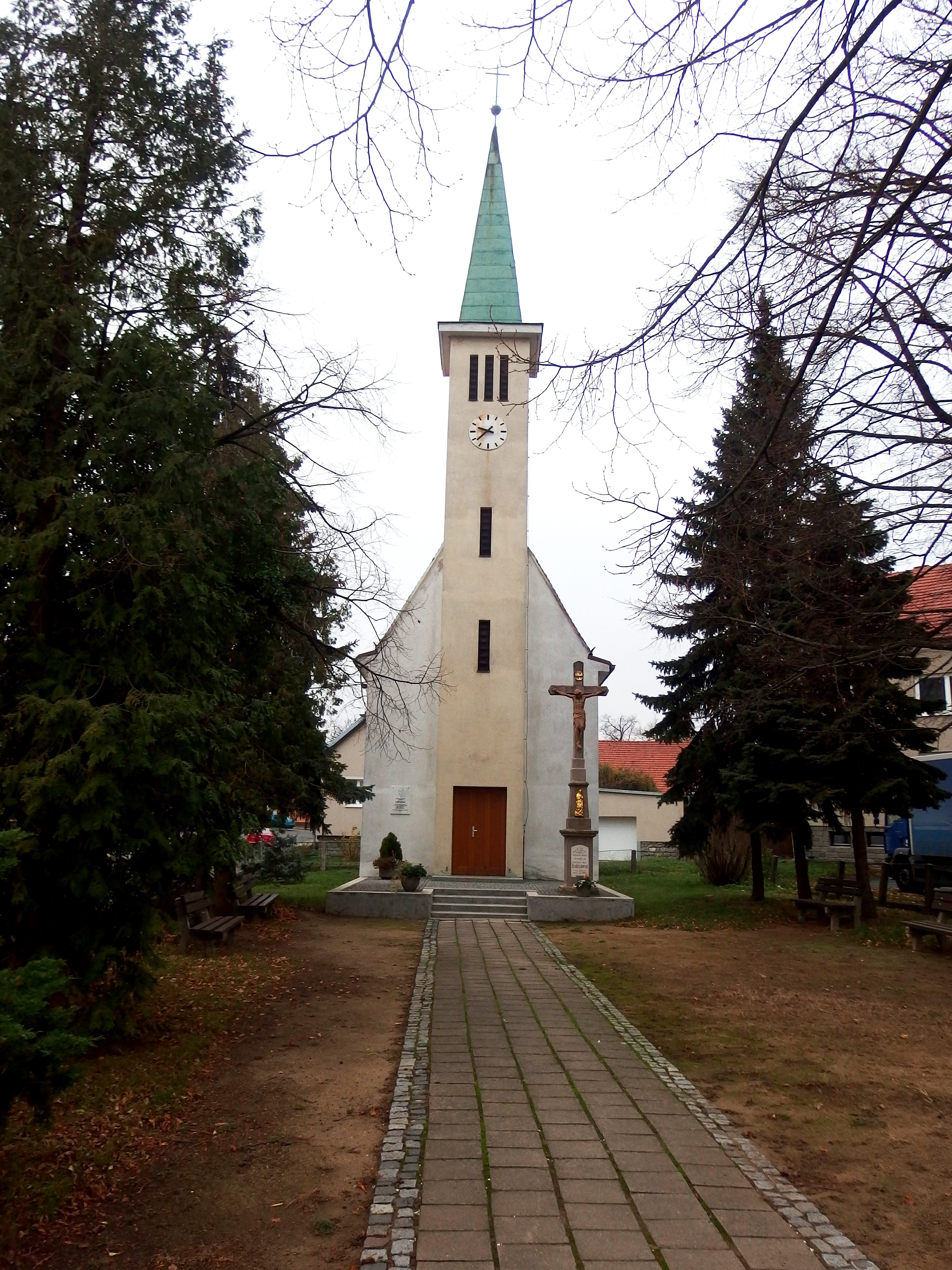
Kaple Panny Marie Lurdské
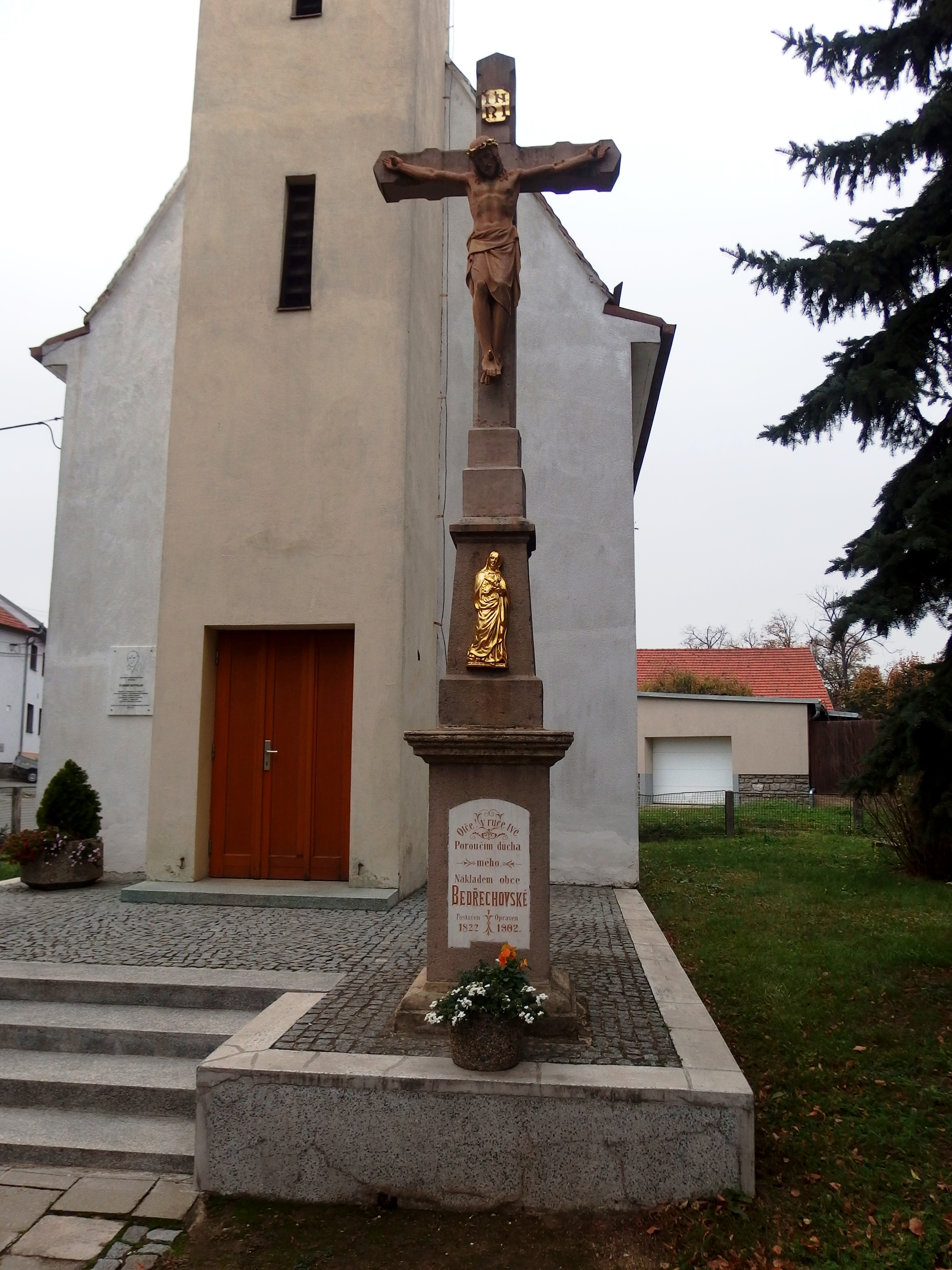
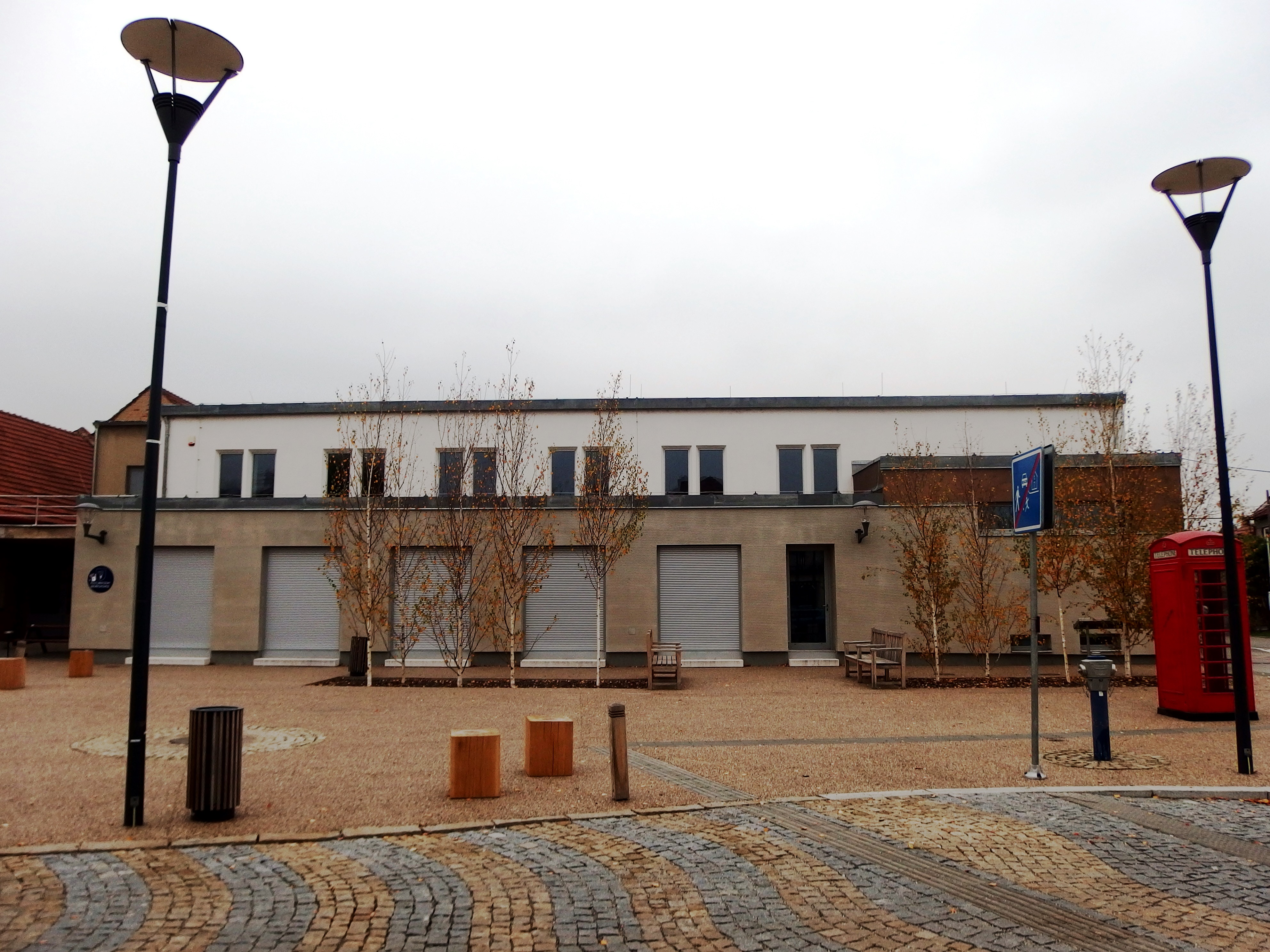
Kulturní dům
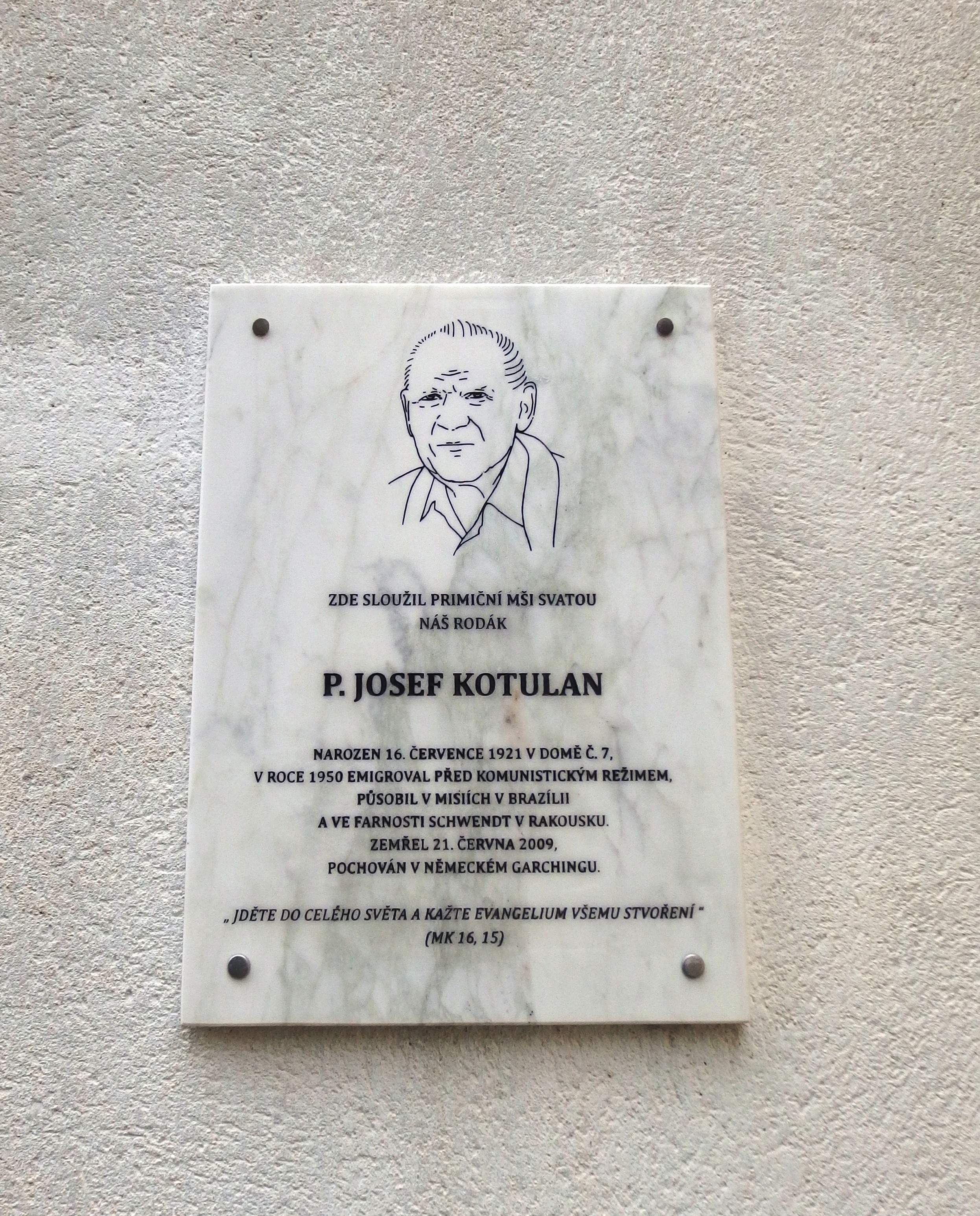
Pamětní deska kněze Josefa Kotulána, místního rodáka
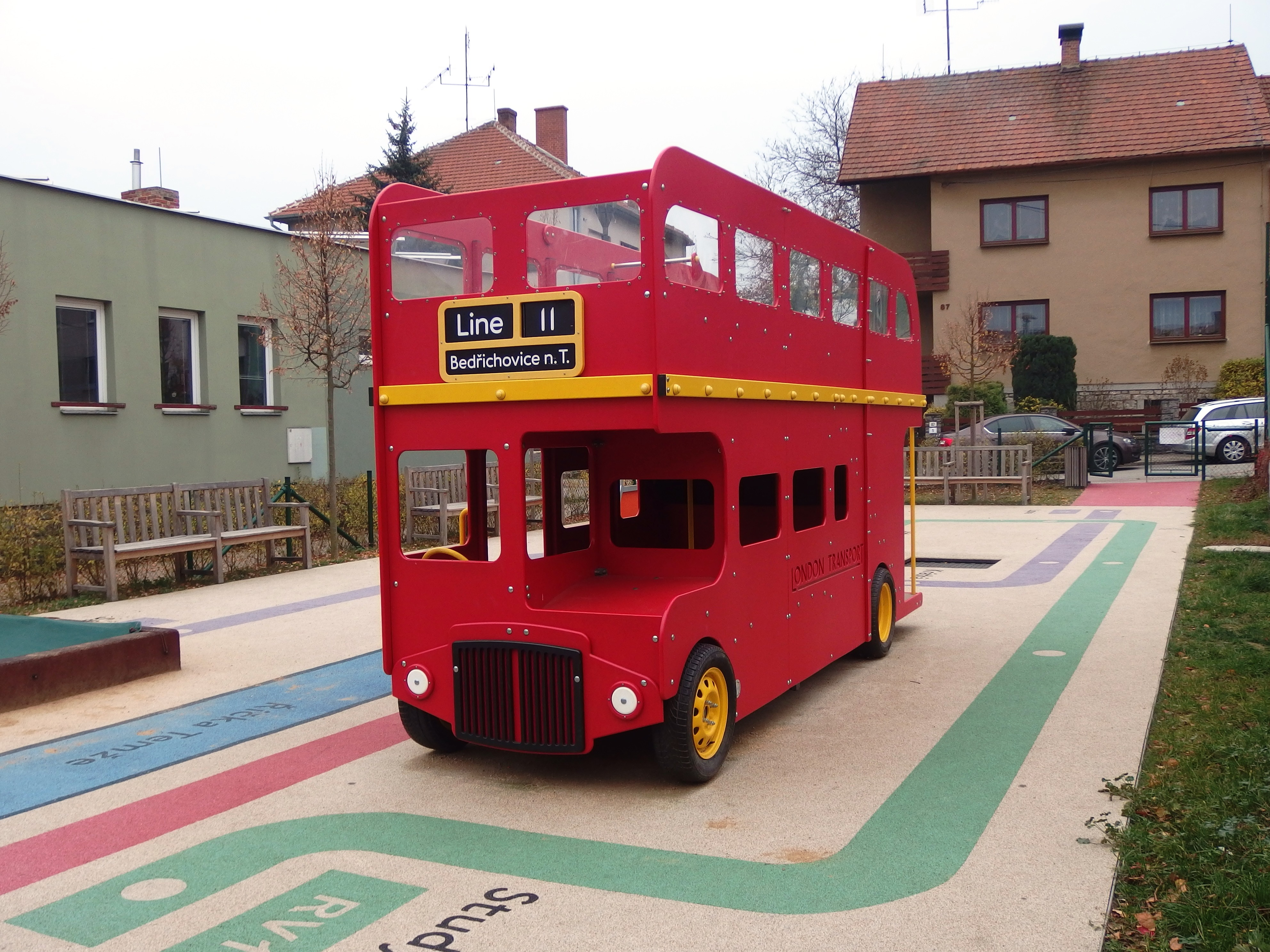
Dětské hřiště
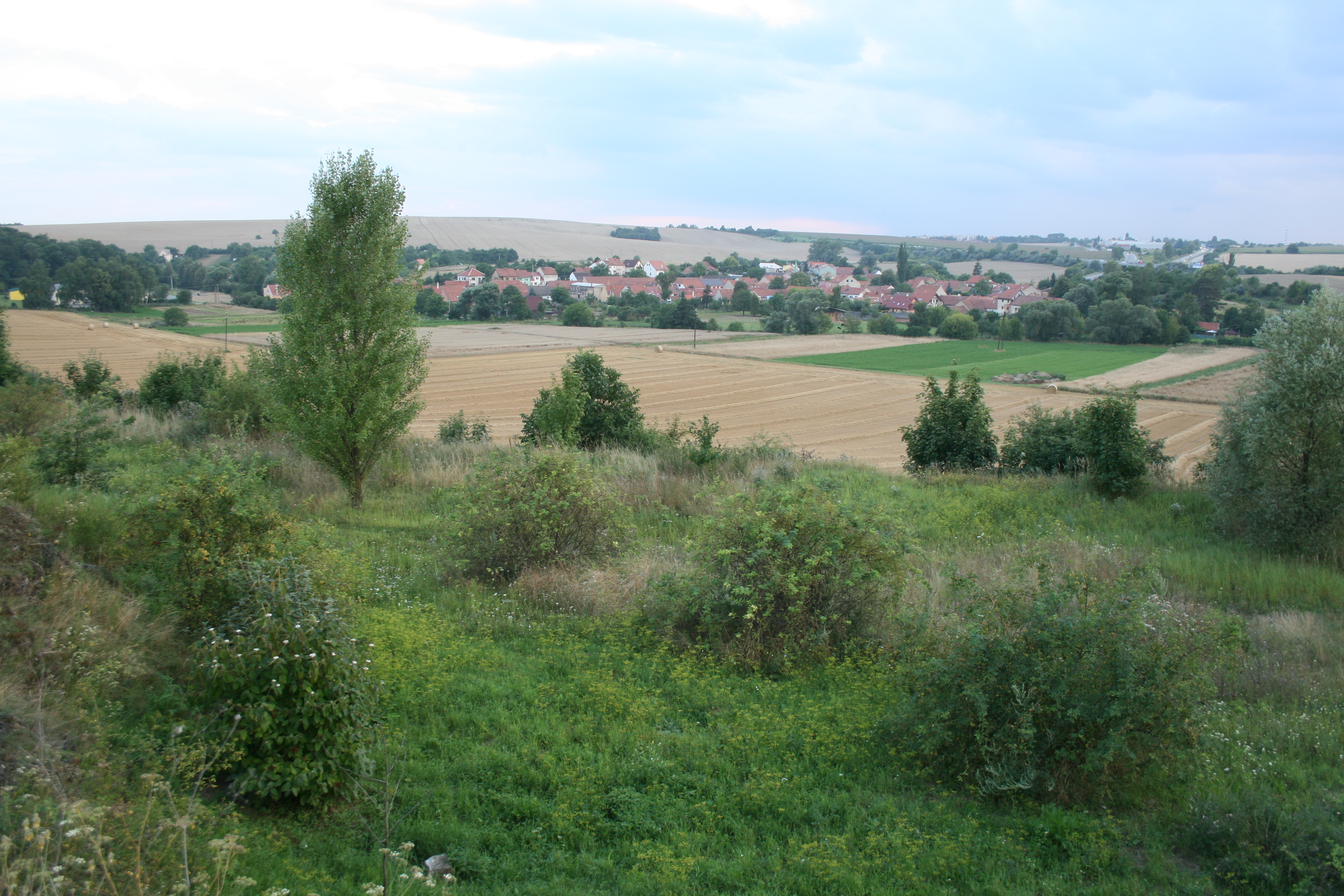
Pohled na Bedřichovice z blízké přírodní památky Horka